# 慈悲の瞑想
慈悲の瞑想（じひのめいそう）、あるいは、慈愛の瞑想（じあいのめいそう、パーリ語: mettā bhāvanā、mettā kammaṭṭhāna、英語: cultivation of loving-kindness）とは、上座部仏教における瞑想の一種である。パーリ語の名称である「mettā bhāvanā」（メッター・バーヴァナー）は、「慈（慈愛）の育（はぐく）み」といった意味。
上座部仏教における、サマタ瞑想に入る際の40種類ある瞑想対象（四十業処）の中に、「慈・悲・喜・捨」の四無量心あるいは四梵住と呼ばれるものがあるが、それを簡便化したのが現代において広く行なわれている慈悲の瞑想である。
現代のヴィパッサナー瞑想においては、準備段階としてセットにして行なわれるが、仏教の精神をもっともよく表現した瞑想法としてきわめて重視されている。

## 概要
Sabbe sattā bhavantu sukhitattā.
生きとし生けるものが幸せでありますように
慈悲のこころは仏教の基本である。「生きとし生けるものが幸せでありますように」（パーリ語: Sabbe sattā bhavantu sukhitattā）というのが、その基本となる精神である。
慈悲の瞑想に関して最も有名な経典の一つにパーリ仏典 小部 に収められている小誦経の9番である慈経（パーリ語：Metta Sutta）がある。上記の「生きとし生けるものが幸せでありますように」（パーリ語: Sabbe sattā bhavantu sukhitattā）はこの経典に出てくる 。慈しみを修習するのにおいて、毎日の生活で従うべき態度、精神的姿勢、行動等が系統だったものではない叙述で示されており、なかでも、自分の独り子を命がけで守るのと同じ態度で、一切の生類への慈しみを増大させるように説かれている。
慈悲の瞑想は四無量心として、パーリ仏典の中では非常に重要視されており、長部（Digha Nikāya)、中部(Majjhima Nikāya)、相応部（Saṃyutta Nikāya) 、増支部(Aṅguttara Nikāya) 等のたくさんの経典に以下のような表現で出てくる (ほんの一例をあげると、DN13 tevijjasutta, MN52 aṭṭhakanāgarasutta、AN4.125 paṭhamamettāsutta,  SN46.54 mettāsahagatasutta)。

## 方法
以下に挙げたように、この瞑想法では、まずは自分一身に対して慈・悲・喜・捨を念じつづけ、次第にその対象をひろげていき、最終的には「生きとし生けるもの」へと思いを広げていくという方法をとる。
パーリ仏典 小部 に収められている無礙解道(むげげどう)の二倶品（双運品）（Yuganaddha-vagga）のなかの慈悲論(Mettākathā)に系統だった方法が記されている。
また、ブッダゴーサ（仏音）の主著である清浄道論（しょうじょうどうろん）の「9 梵住の解釈」（Brahmavihāra-niddeso）にも、詳細な方法がかかれている 。

## 参考

### 「慈悲の瞑想」の言葉
（1）慈悲の携帯バージョン（日本テーラワーダ仏教協会、上座仏教修道会等で使われている作品）
- 私は幸せでありますように
- 私の悩み苦しみがなくなりますように
- 私の願いごとが叶えられますように
- 私に悟りの光が現れますように
- 私は幸せでありますように（3回）

※こころの中で「私は幸せでありますように」と繰り返し念じる。
- 私の親しい生命が幸せでありますように
- 私の親しい生命の悩み苦しみがなくなりますように
- 私の親しい生命の願いごとが叶えられますように
- 私の親しい生命に悟りの光が現れますように
- 私の親しい生命が幸せでありますように（3回）

※こころの中で「私の親しい生命が幸せでありますように」と繰り返し念じる。 
- 生きとし生けるものが幸せでありますように
- 生きとし生けるものの悩み苦しみがなくなりますように
- 生きとし生けるものの願いごとが叶えられますように
- 生きとし生けるものに悟りの光が現れますように
- 生きとし生けるものが幸せでありますように（3回）

※こころの中で「生きとし生けるものが幸せでありますように」と繰り返し念じる。 
- 私の嫌いな生命が幸せでありますように
- 私の嫌いな生命の悩み苦しみがなくなりますように
- 私の嫌いな生命の願い事が叶えられますように
- 私の嫌いな生命に悟りの光が現れますように
- 私を嫌っている生命が幸せでありますように
- 私を嫌っている生命の悩み苦しみがなくなりますように
- 私を嫌っている生命の願い事が叶えられますように
- 私を嫌っている生命に悟りの光が現れますように

- 生きとし生けるものが幸せでありますように（3回）

（2）慈悲の瞑想フルバージョン（アルボムッレ・スマナサーラの作品）
私は幸せでありますように
私は幸せでありますように。
私の心に現れる悩み、苦しみが徐々に消えていきますように。
怒り、嫉妬、憎しみの感情は人の心を苦しめます。
苦しみである怒り、嫉妬、憎しみが、私の心に起こりませんように。
怒り、嫉妬、憎しみの妄想を育てないように努めます。
私の思考が慈しみの思考になりますように。
私は「物事が常に変化して消え去るものである」と観察します。
私は過ぎ去った出来事に囚われないように精進します。
私は将来のことに執着して悩まない、不安にならない人間になります。
私は今ここで、するべきことに集中します。
私に、他者に対する慈しみの気持ちが現れますように
私に、他者に対する慈しみの気持ちが現れますように。
他者に対して、優しい心で対応することができますように。
私のこころに、他を差別する気持ちが現れませんように。
苦しい状況に遭遇しても、忍耐することができますように。
私のこころが、常に平安でありますように。
私のこころの汚れが、徐々になくなりますように。
私に、ありのままの事実を発見することができますように。
私に、真理を発見する智慧が現れますように。
私に、一切の現象に対する愛着がなくなりますように。
私に、悟りの光が現れますように。
全ての生命は兄弟
私は、全ての生命が私の兄弟であると思えるように精進します。
私は、全ての生命と私が平等であると思えるように精進します。
私は、全ての生命の幸福と繁栄を期待します。
私は、生命の間で調和が保たれるように精進します。
私は、釈尊の言葉を念じます
私は、釈尊の言葉を念じます。
無始なる輪廻のなかで、私の母でなかった生命はいません。
無始なる輪廻のなかで、私の父でなかった生命はいません。
無始なる輪廻のなかで、私の兄弟でなかった生命はいません。
無始なる輪廻のなかで、私の子供でなかった生命はいません。
無始なる輪廻のなかで、私の友人でなかった生命はいません。
釈尊の戒めをんで、一切の生命に慈しみの気持ちを抱きます。
すべての生命は私自身の父・母であると思います。
すべての生命は私自身の兄弟であると思います。
すべての生命は私自身の子供であると思います。
すべての生命は私自身の友人であると思います。
すべての生命は私自身の家族であると思います。
すべての生命は幸福でありますように。
こころは空気のように
空気と空気が何の対立もなく一体になるように、 私の慈しみの気持ちが、 全ての生命のこころと一体になりますように。
水と水が何の対立もなく一体になるように、 私の慈しみの気持ちが、 全ての生命のこころと一体になりますように。
太陽の光が、地球の隅から隅まで照らすように、 私の慈しみの光が、 全ての生命のこころをさまたげ無く照らせるように、 制限無く、慈しみをみます。
東・西・南・北・上・下という六方に住む生命に対して、 無限に、とどまること無く、慈しみを育みます。
心は大地のように
大地は、如何なる清らかなものを捨てても、 如何なる不浄なものを捨てても、喜ぶことも嫌がることもありません。
私も、他の生命の賞賛・非難などを受ける時は、大地のようなこころを保ちます。
生きとし生けるものが幸せでありますように。
皆、業を相続します
全ての生命は、自分の業を相続します。
自分の業に管理されて生きています。
各生命が受ける幸不幸は、その生命の業の力によるものです。
ですから、私は私より豊かな人を見るたびに、
過去に善行為をした人であると思い、喜びを感じます。
私より不幸に思える人を見ると、
生命は無明のせいで罪を犯すのだと理解し、 自分が罪を犯さないようにと気をつけます。
不幸に陥っている生命に対して、憐れみの気持ちを抱きます。
協力する、助ける気持ちを起こします。
エゴの錯覚
「私は他より優れている」と感じることは高慢です。
「私は他と同等だ」と思うことは同等慢です。
「私は他より卑しい存在である」と思うことは卑下慢です。
慢とは、私のエゴの錯覚から起こるものです。
私は、エゴの錯覚がこころに現れないように、と精進します。
私は、慢により現れる対立・悩み・争いから離れるように、と精進します。
苦しむ世界で苦しみなく
世界は欲によって苦しんでいることを観察して、 私は欲を控えることに精進します。
世界は怒りによって苦しんでいることを観察して、 怒りのないこころで生きるように精進します。
世界は嫉妬によって苦しんでいることを観察して、 嫉妬のない心で生きるように精進します。
世界は恨みによって苦しんでいることを観察して、 恨みのない心で生きるように精進します。
世界は物惜しみによって苦しんでいることを観察して、 物惜しみのない心で生きるように精進します。
世界は自我を張るから苦しんでいることを観察して、 自我を張らない心で生きるように精進します。
世界は見栄を張るから苦しんでいることを観察して、 見栄を張らない心で生きるように精進します。
世界は一切の現象は無常であると気づかないので苦しんでいることを観察して、 一切の現象は無常であると認めて生きるように精進します。
世界は一切の現象は苦であると気づかないので苦しんでいることを観察して、 一切の現象は苦であると認めて生きるように精進します。
世界は一切の現象は無我であると気づかないので苦しんでいることを観察して、 一切の現象は無我であると認めて生きるように精進します。
私のこころに悩みが起こりませんように。
私のこころに苦しみが起こりませんように。
私のこころは平安でありますように。
私のこころに安らぎが現れますように。
私に悟りの光が現れますように。
Khantī paramaṃ tapo titikkhā
カンティー　パラマン　タポー　ティティッカー
忍耐と堪忍は最高の修行であります。
Nibbānaṃ paramaṃ sukhaṃ
ニッバーナン　パラマン　スカン
涅槃は究極の幸福であります。
慈しみの拡大
私の上の方向に住んでいる全ての生命、
私の下の方向に住んでいる全ての生命、
私の前の方向に住んでいる全ての生命、
私の右の方向に住んでいる全ての生命、
私の後ろの方向に住んでいる全ての生命、
私の左の方向に住んでいる全ての生命、
全ての方向に住んでいる全ての生命は、
幸福でありますように。安穏でありますように。
怒り、憎しみ、恨みから自由になりますように。
互いに慈悲喜捨の気持ちで接しあえますように。
願いごとが叶えられますように。
心の汚れが徐々になくなりますように。
すべての生命に、苦しみを乗り越えることができますように。

### 「慈悲の瞑想」の成果
また慈悲の瞑想をすることによって得られる成果については、パーリ仏典(Pali Canon)中部(Majjhima Nikāya)の62番目の経典である大ラーフラ教誡経(Mahārāhulovādasutta)に例が示されている。この中で、釈迦は息子の羅睺羅(ラーフラ)に以下のように説いている。

ラーフラ、慈（メッター）の瞑想を深めなさい。というのも、慈の瞑想を深めれば、ラーフラ、どんな瞋恚も消えてしまうからです。

ラーフラ、悲（カルナー）の瞑想を深めなさい。というのも、悲の瞑想を深めれば、ラーフラ、どんな残虐性も消えてしまうからです。

ラーフラ、喜（ムディター）の瞑想を深めなさい。というのも、喜の瞑想を深めれば、ラーフラ、どんな不満も消えてしまうからです。

ラーフラ、捨（ウペッカー）の瞑想を深めなさい。というのも、捨の瞑想を深めれば、ラーフラ、どんな怒りも消えてしまうからです。
—パーリ仏典, 中部 大ラーフラ教誡経 p148, Sri Lanka Tripitaka Project